# Catedral de la Dormición (Moscú)

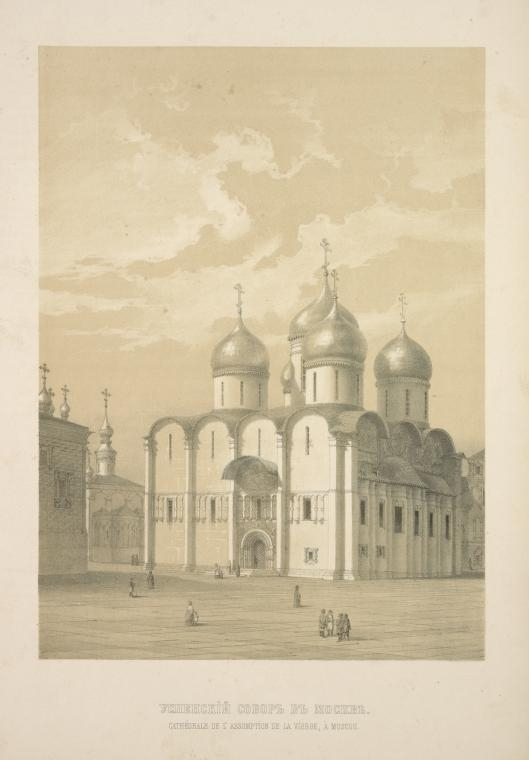
Catedral de la Dormición (1856).

La catedral de la Dormición (en ruso: Успенский  собор, o Uspenski sobor), es uno de los templos de piedra blanca y ladrillo más antiguos del Kremlin de Moscú. Engalana la parte septentrional de la plaza de las Catedrales. Fue construida entre 1475 y 1479 por el arquitecto italiano Aristóteles Fioravanti invitado por Iván III de Rusia.

## Historia
Su construcción data del periodo de la formación del Estado centralizado ruso por Iván III de Rusia, cuando Moscovia, después de haberse liberado de la opresión tártaro-mongol, entró de lleno en el ámbito de las relaciones internacionales.
La catedral de la Dormición se erigió entre los años 1475 a 1479 en el lugar donde estuvo el viejo templo de 1326, construido en la época de Iván I de Rusia y demolido a causa de su estado ruinoso.
Para crear el primer templo metropolitano de Moscú sirvió de modelo la antigua Catedral de la Dormición de Vladímir, con lo cual se quería destacar la continuidad de Moscú respecto a uno de los centros políticos más antiguos de la tierra rusa. Los muros de la catedral son de piedra blanca labrada, y las bóvedas y los tambores de las cúpulas, de ladrillos.
La fachada sur, oeste y norte del templo aparecen adornados a media altura con una faja de columnitas que componen una arcada. Las entradas a la catedral son portadas que penetran en el espesor de la pared. Cinco cúpulas doradas coronan la catedral.
En 1514, según consta en los anales, la catedral fue embellecida con frescos pincelados por los mejores inspiradores pictóricos de la vieja Moscovia.
Estas pinturas, parte de las cuales se han conservado en el altar de la Celebración de la Virgen de la catedral de la Asunción, se distinguen por la gran maestría con que están hechas. Su manera pictórica y armonía cromática las acerca mucho a las obras del gran pintor ruso Dionisio y de los maestros que se agrupaban en torno a él.
Las obras antiguas se hacían con pinturas al fresco y al temple. En la catedral podemos ver ambas clases de pinturas. En el transcurso del siglo XIX las obras pictóricas de la catedral de la Asunción fueron restauradas tres veces con pinturas al óleo. A comienzos del siglo XX se hizo una limpieza parcial de los frescos.
La parte central del templo está separada del altar por un iconostasio de cinco series superpuestas y de casi 16 metros de altura, que a fines del siglo XIX fue recubierto de plata dorada repujada. En el iconostasio figuran magníficas obras de la pintura rusa antigua.
Cuando Napoleón invadió Moscú, la catedral fue saqueada por las tropas francesas y convertida en caballerizas. Muchos iconos antiguos se utilizaban como leña. Del templo robaron gran número de objetos de oro y plata, con un peso de 288 kilos de oro y más de 5.000 kilos de plata.
La catedral de la Asunción fue el principal templo del Zarato ruso, signo del poderío y de la grandeza del Estado centralizado ruso. Allí tenían lugar todas las ceremonias solemnes y se hacían públicas las disposiciones del Estado. En la catedral se celebraban los juramentos, la entronización de los zares rusos y el coronamiento de los emperadores. Allí Iván IV fue el primero que recibió el título de zar ruso.
La catedral de la Asunción fue el panteón de los metropolitanos y patriarcas de Moscú. Las tumbas de los metropolitanos, desde el metropolitano Pedro (1326) hasta el patriarca Adrián (1700) se hallan a lo largo de las paredes del templo.

## Los frescos e iconos de la Catedral de Dormición
La catedral está dedicada a una de las fiestas religiosas más significantes que es la Dormición de la Virgen. Por eso la mayoría de sus frescos representan las escenas de la vida de la Virgen (las paredes del Norte y del Sur).
- El icono la Virgen de Vladímir es una antiquísima obra maestra de la pintura bizantina del siglo XI. De Kiev, donde se guardó primeramente, el príncipe Andréi Bogoliubski lo llevó a Vladímir en 1155; luego, en 1395, bajo el gobierno del príncipe Basilio I de Moscú, hijo de Dmitri Donskói, fue enviado a Moscú y depositado en la catedral de la Asunción. A pesar del tema religioso del icono, el artista acertó en imprimir a la imagen de la Virgen una gran emoción humana, un profundo sentimiento maternal, pena y amor.
- El icono del San Jorge (siglo XII). Es obra de la inspiración artística de Nóvgorod. En esta creación de la pintura rusa antigua vemos reflejada de manera casi realista la figura triunfal de un combatiente. Se ignora cuando y por qué motivo la imagen de San Jorge fue completamente cubierta por una capa de pintura al óleo. En 1935, maestros restauradores separaron con cuidado la pintura al óleo e hicieron reaparecer el bello colorido antiguo.
- El icono La Trinidad es una obra monumental del arte ruso del primer cuarto del siglo XIV. Se atribuye al pincel de un pintor ruso anónimo de la época anterior a Andréi Rubliov.

En la parte norte del iconostasio se han conservado los frescos del siglo XV, son originales,pero todo el iconostasio fue hecho en el siglo XVII. Es que en los tiempos antiguos los iconostasios de madera no existían, solo había paredes cubiertas con frescos.

## La pintura mural y el iconostasio de la iglesia ortodoxa
Tradicionalmente la pared occidental del templo ortodoxo se pinta con fragmentos del Juicio Final: Jesucristo con la balanza juzgando a la gente; Juan el Bautista y la Virgen que ruegan al Cristo que él nos perdone; la multitud de la gente por ambos lados; el Dragón -el símbolo del pecado- tiene anillos con inscripciones de todos los pecados. El paraíso está a la derecha del Señor, el infierno, a su izquierda.
En los templos ortodoxos en su lado oriental siempre está el altar que es la parte más sagrada del templo, pero casi nunca se puede verlo porque está separado, aislado de la parte central del templo por una pared de iconos que se llama "iconostasio".
El iconostasio suele tener 5 filas en las cuales se puede ver toda la historia bíblica escrita en el Nuevo Testamento y del Antiguo Testamento. El iconostasio se lee desde arriba hacia abajo porque las bóvedas del templo simbolizan el cielo.
La primera fila del iconostasio está dedicada a los primeros hombres que vivieron en la tierra (Adán -a veces, Eva-, Abel, Noé, Sem, Abraham, Lot, etc.). La segunda fila es de los primeros sacerdotes, reyes, jueces y profetas que predecían y anunciaban el próximo advenimiento del Cristo (Moisés, Aron, David, etc.). La tercera fila es de los apóstoles (Pedro, Pablo, etc.). A veces en la tercera fila se colocan los iconos que nos relatan toda la vida humana del Señor y representan las fiestas religiosas más importantes. En la cuarta fila Jesús ya no es un hombre, ya es un Dios. Está sentado en el trono y juzga a la gente.
En la última y quinta fila se colocan los iconos más importantes para la iglesia ortodoxa. Por ejemplo, en la catedral de la Asunción en la quinta fila se puede ver en el centro del iconostasio el icono dedicado a la asunción de la Virgen (siglo XVI, Dionisio). Además, también en la quinta fila se ubican los iconos regalados por otros monasterios e iglesias.

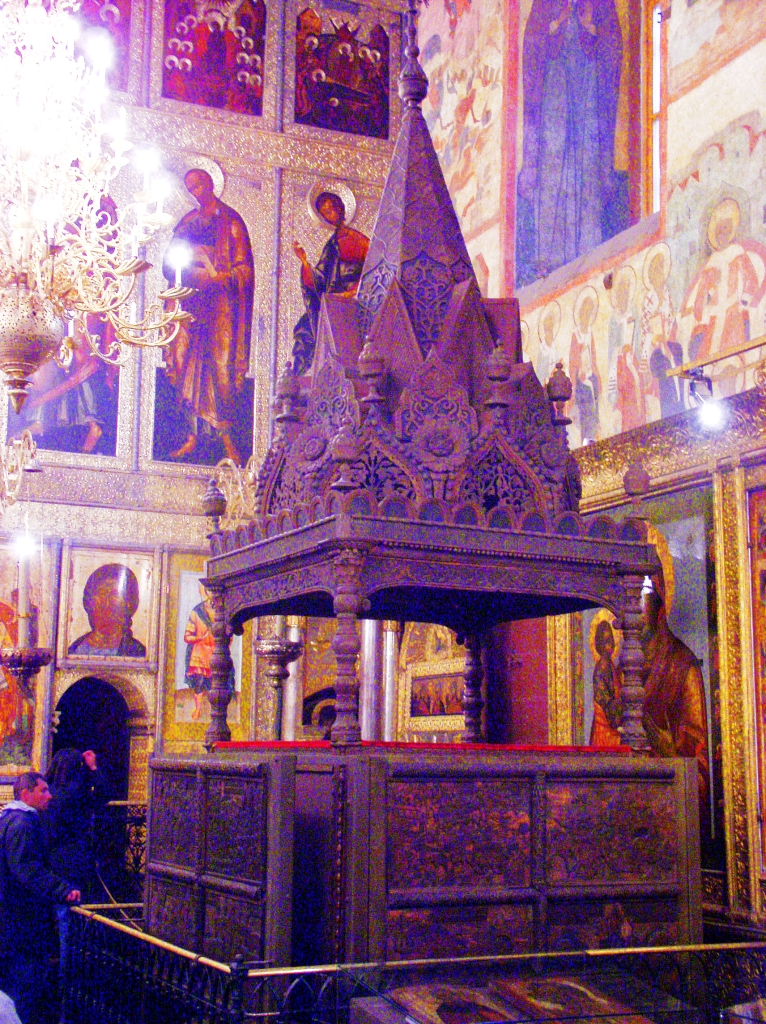
Trono de Monómaco.

En la catedral de la Asunción se conservan también otros monumentos interesantes del arte plástico:
Junto a la entrada de la parte sur se conserva una obra única tallada en madera: el trono de Iván el Terrible, hecho en 1551 por artífices rusos. Es conocido con el nombre de "Trono de Monómaco". Este trono de Iván el Terrible fue revestido de tallas con composiciones e inscripciones que describen la leyenda de las regalías (Las insignias de la potestad monárquica: la corona, el cetro, el trono, la púrpura, etc.). Recibidas por Vladímir II Monómaco del emperador de Bizancio.
Junto a la columna cuadrada del sur de la catedral se conserva el “Sitio del Patriarca", muy antiguo y de piedra, y al lado de la columna cuadrada del norte está el "Sitio del Zar". Al principio fue destinado para la zarina y estuvo en la catedral de la Natividad.
Una interesantísima obra de las artes aplicadas de la Rusia antigua son las puertas de la parte sur de la catedral. Están revestidas de láminas de cobre en las que hay pintadas, en oro sobre laca negra, veinte representaciones con temas bíblicos.
La nave central del tiempo está iluminada por diecisiete ventanas pequeñas, dispuestas en dos niveles, y por doce lucernas de bronce dorado que datan de los siglos XVII y XIX. La araña central se hizo con plata tomada a las tropas napoleónicas en 1812.